# Limnotilapia dardennii
Limnotilapia dardennii är en fiskart som först beskrevs av Boulenger, 1899.  Limnotilapia dardennii ingår i släktet Limnotilapia och familjen Cichlidae. IUCN kategoriserar arten globalt som livskraftig. Inga underarter finns listade i Catalogue of Life.